# Jan Kułakowski

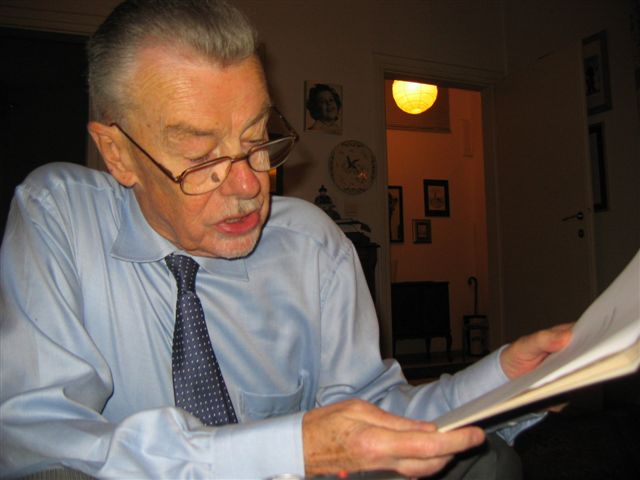
Jan Kułakowski (2004)

Jan Jerzy Kułakowski (* 25. August 1930 in Myszków; † 25. Juni 2011 in Warschau) war ein polnischer Diplomat und Politiker (UW, PD) und von 2004 bis 2009 Mitglied des Europäischen Parlaments.

## Leben und Beruf
Kułakowski nahm als Sanitäter im Baszta-Regiment am Warschauer Aufstand teil. Er wanderte 1946 nach Belgien aus und studierte von 1948 bis 1953 studierte er Rechtswissenschaft an der Katholischen Universität Löwen und wurde dort zum Doktor in Jura promoviert. Ab 1954 war er Mitarbeiter im Generalsekretariat des Internationalen christlichen Gewerkschaftsbundes. 1958 wurde er Sekretär und 1962 Generalsekretär in der Europazentrale dieser Organisation. Von 1974 bis 1988 war er Generalsekretär des Weltbundes der Arbeit. Nach der Wende in Polen kehrte er in seine Heimat zurück. Von 1990 bis 1996 war er als außerordentlicher und bevollmächtigter Botschafter Leiter der Mission der Republik Polen bei den Europäischen Gemeinschaften.

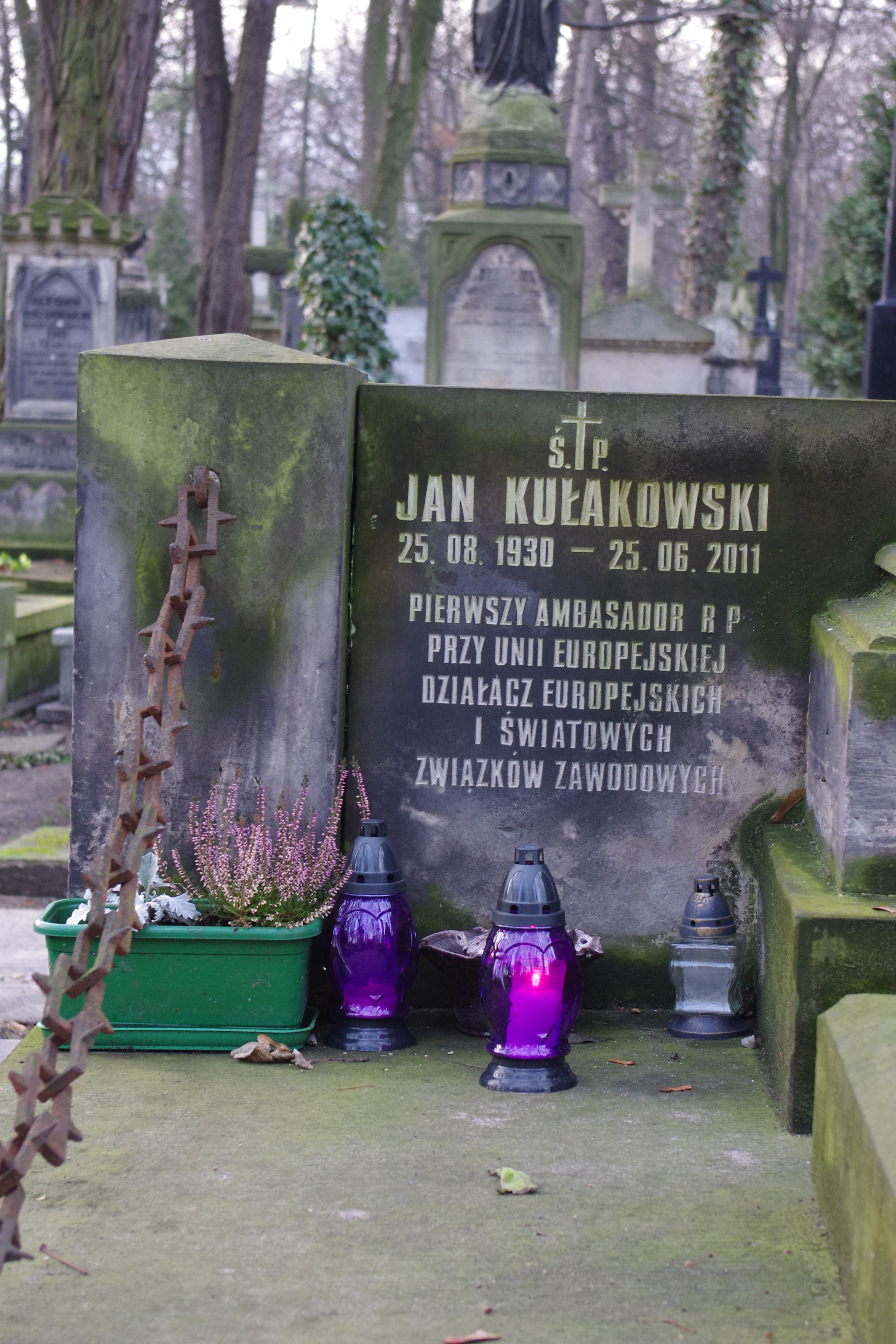
Grab auf dem Powązki-Friedhof

Er gilt als „einer der Wegbereiter des polnischen Beitritts zur Europäischen Union“ und als ein „geschätzter und talentierter Diplomat und Humanist“. Kułakowski war verheiratet und hatte drei Töchter. Er wurde auf dem Powązki-Friedhof in Warschau beigesetzt.

## Politik
1998 wurde Kułakowski von Ministerpräsident Jerzy Buzek zum Staatssekretär in der Kanzlei des Ministerpräsidenten und Bevollmächtigten für die Verhandlungen über den EU-Beitritt Polens ernannt. Bei der Europawahl 2004 wurde er für die Woiwodschaft Großpolen auf der Liste der Unia Wolności (UW) in das Europäische Parlament gewählt. Er war dort Teil der Allianz der Liberalen und Demokraten für Europa. Durch die Fusion der UW mit kleineren Gruppierungen wurde er 2005 Mitglied der Partia Demokratyczna – demokraci.pl (PD). Bei der Europawahl 2009 verzichtete er auf eine weitere Kandidatur.

## Auszeichnungen
- Orden des Weißen Adlers (Polen) (2002)
- Komturkreuz mit Stern des Ordens Polonia Restituta
- Großoffizier des Ordens Leopolds II.
- Ritter der Ehrenlegion (Frankreich, 19. Januar 2007)